# Iosif Czako
Iosif Czako est un footballeur international roumain, né le 11 juin 1906 et mort le 12 septembre 1966.

## Biographie
Pendant sa carrière de club, il joue en défense pour l'UD Reșița puis, au Crișana Oradea et au CS Oradea.
Il est également international roumain et participe à la 1930 en Uruguay, où la Roumanie tombe dans le groupe C avec le Pérou qu'ils battent par trois buts à un et le futur vainqueur du tournoi et hôte de la compétition, l'Uruguay qui les bat quatre buts à zéro.